# Jorge Cadavid
Jorge Hernando Cadavid Mora es un poeta y ensayista colombiano, nacido en Pamplona (Colombia) en 1962. Estudió filosofía en la universidad de Sevilla, España y lingüística en la universidad de su ciudad natal. Es profesor de cátedra en la Pontificia Universidad Javeriana de Bogotá, donde da clases de literatura latinoamericana y poesía universal. Su obra destaca por su estilo sobrio, su poder de síntesis y sugerencia simbólica, con una notable influencia de la tradición oriental. Sus textos han sido recogidos en diferentes antologías del país y del exterior, como también traducidos parcialmente al inglés, francés y alemán.   

## Obras
- La nada (Editorial Universidad de Antioquia, 2000)
- Un leve mandamiento (Trilce editores, 2002)
- Diario del entomólogo (Editorial Universidad Eafit, 2003)
- El vuelo inmóvil (Universidad Nacional de Colombia, 2003)
- Ultrantología (Universidad de Antioquia, 2004)
- El derviche y otros poemas (2006)
- Herbarium (Letralia, Guadalajara, 2011)
- Tratado de cielo para jóvenes poetas (Editorial Universidad de Antioquia, 2009)
- Música callada (Universidad Externado de Colombia, Bogotá, 2009)
- Heráclito inasible (Editorial Javeriana, Pontificia Universidad Javeriana,2010)
- Los ojos deseados (Los Conjurados, 2011)
- Introducción del libro Los días del paraiso de Augusto Pinilla (Editorial Externado, Universidad Externado de Colombia, 2012)
- Escribir el silencio. Ensayos sobre poesía y mística (Eafit, 2013)
- El bosque desnudo (Los Conjurados, 2013)
- Pequeña historia de la fotografía (Los Conjurados, 2015)
- Los cuadernos del inmunólogo Miroslav Holub (Tragaluz, 2015)
- Diario de un virus (Raffaelli Editore, 2020)
- Antártica (Raffaelli Editore, 2020)

## Premios
- Premio nacional de poesía Eduardo Cote Lamus, 2003
- Premio nacional de poesía José Manuel Arango (2005)
- Premio nacional de poesía Universidad de Antioquia (2008)
- Premio nacional de poesía Ciudad de Bogotá (2015)